# M. Shayne Bell
Michael Shayne Bell (* 19. Februar 1957) ist ein US-amerikanischer Science-Fiction-Schriftsteller.

## Biografie
1986 debütierte Bell mit Jacob’s Ladder im Writers-and-Illustrators-of-the-Future-Wettbewerb, in dem er den ersten Platz für das 2. Quartal 1986 erreichte. Er hat erst einen Roman, Nicoji, veröffentlicht, konzentrierte sich aber auf kürzere Werke. 1995 wurde Bell mit Mrs. Lincoln’s China für einen Hugo Award als beste Kurzgeschichte nominiert. 2002 wurde The Pagodas of Ciboure für einen Nebula Award als bester Kurzroman nominiert.
Er erhielt eine Auszeichnung für herausragende redaktionelle Leistungen von der Association for Mormon Letters für Washed by a Wave of Wind: Science Fiction from the Corridor, einer Sammlung von Kurzgeschichten von Autoren, die in Utah leben oder gelebt haben. Seine 2000 veröffentlichte Geschichte The Thing About Benny wurde von Gardner Dozois für The Year’s Best Science Fiction: Eighteenth Annual Collection bestimmt, ihr folge 2004 Anomalous Structures Of My Dreams für The Year’s Best Science Fiction: Twenty-First Annual Collection.
Chris Moriarty nannte Bell:

“one of the central figures in GLBT and AIDS-related science fiction”

„eine der zentralen Figuren in der GLBT und AIDS-bezogenen Science-Fiction“

und Orson Scott Card sagte über ihn:

“one of the most wise and decent human beings it’s been my pleasure to know on this planet”

„Es war mir eine Freude, einen der klügsten und anständigsten Menschen auf diesem Planeten zu kennen“

Bell arbeitete sechs Jahre lang als Lyrikredakteur für das Sunstone Magazine. Er hat einen Master-Abschluss in Englisch von der Brigham Young University und lebt in Salt Lake City.

## Bibliografie

### Roman
- nicht auf Deutsch erschienen. (amerikanisches Englisch: Nicoji. 1991.).

### Storysammlungen
- nicht auf Deutsch erschienen. (amerikanisches Englisch: Washed by a Wave of Wind. 1994.).
- nicht auf Deutsch erschienen. (amerikanisches Englisch: How We Play the Game in Salt Lake and Other Stories. 2001.).

### Kurzgeschichten (Auswahl)
- Heimweh, 1991, Earthlonging, 1981
- Totenwache, 1999, Deathwatch, 1981
- Die Dunkelheit zwischen den Sternen, 2000, Dark Between the Stars, 1984
- Die Strasse nach Candarei, 1995, Road to Candarei, 1986
- Lenins Zahn, 1994, Lenin’s Bones, 1987
- Nikoji Bayou, 1990, Nicoji, 1988
- Inuit, 1994, Inuit, 1991
- Das Rauschen des Flusses, 1997, The Sound of the River, 1992
- Mrs. Lincolns Porzellan, 1995, Mrs. Lincoln’s China, 1994
- Zeichne die Karten des Friedens: Die Geschichte des Feuchtfarmers, Drawing the Maps of Peace: The Moisture Farmer’s Tale, 1995
- Jeden Tag der gleiche Ärger: Die Geschichte von Bib Fortuna, 1997, Of the Day’s Annoyances: Bib Fortuna’s Tale, 1996 (Star Wars)
- Zukunftsvarianten: Die Geschichte von Zuckuss und 4-LOM, 1998, Of Possible Futures: The Tale of Zuckuss and 4-LOM, 1996 (Star Wars)
- Neue, helle Himmel, 1999, Bright, New Skies, 1997
- Life Itself is Reason Enough, 1999 (Star Trek: The Next Generation)